# Telimbela
Telimbela ist eine Ortschaft und eine Parroquia rural („ländliches Kirchspiel“) im Kanton Chimbo der ecuadorianischen Provinz Bolívar. Die Parroquia besitzt eine Fläche von 160,11 km². Die Einwohnerzahl lag im Jahr 2010 bei 3257.

## Lage
Die Parroquia Telimbela liegt im Westen der Cordillera Occidental. Das Gebiet liegt in Höhen zwischen 850 m und 2500 m. Es wird vom Río Telimbela nach Westen entwässert. Der etwa 1050 m hoch gelegene Hauptort befindet sich 16 km westlich vom Kantonshauptort San José de Chimbo.
Die Parroquia Telimbela grenzt im Norden an den Kanton Caluma, im Osten an die Parroquia La Magdalena, im Süden an die Parroquia Balsapamba (Kanton San Miguel de Bolívar) sowie im Südwesten und im Westen an die Provinz Los Ríos mit den Parroquias La Esmeralda (Kanton Montalvo) und La Unión (Kanton Babahoyo).

## Geschichte
Die Parroquia Telimbela wurde am 3. März 1860 gegründet.